# Унио Эспортива Санта-Колома В
«Унио Эспортива Санта-Колома B» (кат. Unio Esportiva Santa Coloma B) — андоррский футбольный клуб из Санта-Коломы, выступающий во втором дивизионе Андорры. Является фарм-клубом «Унио Эспортива Санта-Колома», который выступает в чемпионате Андорры. Домашние матчи проводит на стадионах Федерации футбола Андорры.

## История
Команда дебютировала во втором дивизионе Андорры в сезоне 2011/12. Свою первую игру «Унио Эспортива Санта-Колома B» провела 18 сентября 2011 года против «Ла Массаны» и одержала победу (2:0). В своём дебютном сезоне команда заняла шестое место в Сегона Дивизио и дошла до 1/4 Кубка Андорры. Дублирующая команда «Унио Эспортива Санта-Колома» встречалась с основной и матч завершился поражением дубля (0:6). В сезоне 2013/14 команда заняла третье место в первом этапе второго дивизиона, однако во втором раунде фарм-клубы участия не принимали. Весной 2014 года «Унио Эспортива» стала победителем Кубка Федерации Андорры, в финальной игре разгромив дубль «Энкама» (6:1). Лучшим игроком финала был назван футболист «УЭ Санта-Колома» Ману Лопес, а лучшим бомбардиром турнира с 11 голами стал другой игрок команды Хуан Саломо.
В следующем сезоне команда заняла четвёртое место в первом раунде второго дивизиона, однако вновь не приняла участия во втором, так как является фарм-клубом. Лучшим бомбардиром команды с 17 забитыми голами стал Алешандре Мартинес Палау. Весной 2015 года «УЭ Санта-Колома» заняла третье место в Кубке Федерации, лучшим бомбардиром команды в турнире стал Алешандре Гутьеррес Мартинес (6 голов).
В сезоне 2015/16 команда заняла десятое место из четырнадцати участвующих команд. Лучшим бомбардиром клуба с восемью забитыми голами стал Марк Муро Рибо.

## Стадион
Футбольная федерация Андорры проводит матчи Примера и Сегона Дивизио на принадлежащих ей стадионах. Также федерация распределяет стадионы и поля для тренировок для каждой команды. Стадион «Комуналь д’Ашоваль» расположен на юге Андорры в Сан-Жулиа-де-Лория и вмещает 899 зрителей. Иногда матчи проводятся в приграничном с Андоррой испанском городе Алас-и-Серк, на стадионе «Сентре Эспортиу д'Алас», вмещающем 1500 человек или на тренировочном поле в Ордино.

## Достижения
- Победитель Кубка Федерации (2): 2014, 2017
- Бронзовый призёр Кубка Федерации (1): 2015

## Главные тренеры
- Луис Алой Таррасон (2015)[16]
- Карлос Санчес Эстрелья (2016—н. в.)[17]

## Статистика
| Сезон   | Дивизион       | Место в чемпионате                    | И  | В  | Н | П  | ГЗ | ГП | О  | Кубок Андорры | Кубок Федерации | Примечание |
| ------- | -------------- | ------------------------------------- | -- | -- | - | -- | -- | -- | -- | ------------- | --------------- | ---------- |
| 2011/12 | Сегона Дивизио | 6 из 10                               | 18 | 9  | 3 | 6  | 50 | 42 | 30 | 1/4 финала    |                 |            |
| 2012/13 | Сегона Дивизио | 7 из 12                               | 22 | 10 | 1 | 11 | 41 | 48 | 31 | 1/8 финала    |                 |            |
| 2013/14 | Сегона Дивизио | 3 из 15                               | 14 | 9  | 0 | 5  | 51 | 20 | 27 | 1/8 финала    | Победитель      |            |
| 2013/14 | Сегона Дивизио | Не принимала участие во втором раунде |    |    |   |    |    |    |    | 1/8 финала    | Победитель      |            |
| 2014/15 | Сегона Дивизио | 4 из 11                               | 10 | 5  | 2 | 3  | 42 | 24 | 17 | 1/8 финала    | 3-е место       |            |
| 2014/15 | Сегона Дивизио | Не принимала участие во втором раунде |    |    |   |    |    |    |    | 1/8 финала    | 3-е место       |            |
| 2015/16 | Сегона Дивизио | 10 из 14                              | 23 | 6  | 4 | 13 | 40 | 74 | 22 |               |                 |            |
| 2016/17 | Сегона Дивизио | 8 из 10                               | 18 | 6  | 1 | 11 | 28 | 47 | 19 |               | Победитель      |            |
| 2016/17 | Сегона Дивизио | Не принимала участие во втором раунде |    |    |   |    |    |    |    |               | Победитель      |            |
| 2017/18 | Сегона Дивизио | 5 из 10                               | 18 | 7  | 3 | 8  | 30 | 31 | 24 |               |                 |            |
| 2017/18 | Сегона Дивизио | Не принимала участие во втором раунде |    |    |   |    |    |    |    |               |                 |            |
| 2018/19 | Сегона Дивизио | 6 из 10                               | 18 | 7  | 1 | 10 | 31 | 45 | 22 |               |                 |            |
| 2018/19 | Сегона Дивизио | Не принимала участие во втором раунде |    |    |   |    |    |    |    |               |                 |            |
| 2019/20 | Сегона Дивизио | 7 из 10                               | 15 | 6  | 1 | 8  | 39 | 49 | 19 |               |                 |            |
| 2020/21 | Сегона Дивизио | 6 из 8                                | 14 | 4  | 2 | 8  | 18 | 35 | 14 |               |                 |            |
| 2021/22 | Сегона Дивизио | 4 из 11                               | 20 | 12 | 2 | 6  | 58 | 25 | 38 |               |                 |            |